# Tapis de Saraband
Le tapis de Saraband est l'appellation commerciale des tapis persans tissés dans la région montagneuse de Sar-e Band située au sud du Shahrestān d'Arāk et à l'est de Borujerd. Située dans cette région, la localité de Mālemir est à l'origine d'une dénomination commerciale voisine.

## Description
Le principal motif utilisé est le boteh miri, avec parfois un médaillon central losangé, décoré du boteh, et quatre écoinçons qui reprennent les motifs de la bordure, qui est composée de bandes étroites aux teintes différentes et alternées, décorées du boteh ou de motifs géométriques.
Les couleurs du fond sont variées : bleu, rouge rose et ivoire.